# Evergestis limbata
Evergestis limbata ist ein Schmetterling aus der Familie der Crambidae. Die Art ist Mittel- und Südeuropa weit verbreitet und dehnt derzeit ihr Verbreitungsgebiet nach Norden aus.

## Merkmale
Die Falter erreichen eine Flügelspannweite von ungefähr 22 Millimeter. Der Kopf und der Körper ist hellgrau, die Grundfarbe der Vorderflügel ist hellbraun bis hellrotbraun, mit einer dunkleren Äderung. Vor allem die Zelle ist oft sehr deutlich ausgeprägt. Die innere Querlinie verläuft leicht schräg. Sie ist jedoch fast gerade und hat am Vorderrand eine leichte Ausbuchtung. Die äußere Querlinie verläuft deutlich schräg und ist nahe dem Vorderrand gewinkelt. Der Diskalfleck ist mehr oder weniger dreieckig und dunkler umrandet. Ein dunkler, keilförmiger Fleck erstreckt sich von der äußeren Querlinie zur Zelle. Das Außenfeld ist immer deutlich dunkler als die Grundfarbe und je nach Grundfarbe graubraun bis fast dunkel rotbraun gefärbt. Es ist jedoch meist etwas heller als die beiden Querlinien. Die Fransen sind meist etwas dunkler als das Außenfeld. Die Raupen sind bleich und haben eine etwas dunklere Oberseite. Der Kopf ist hellbraun.

## Vorkommen und Lebensraum
Die Art ist von der Iberischen Halbinsel im Westen, über Süd- und Mitteleuropa bis in das südliche Osteuropa verbreitet. Sie scheint sich derzeit nach Norden auszubreiten. 1967 wurden erste Exemplare in Dänemark gefunden. 1990 wurde sie auch auf der Kanalinsel Guernsey festgestellt. Inzwischen wurden einzelne Exemplare auch in Südengland nachgewiesen, erstmals 1993. Es ist unklar, ob sich dort schon eine Population etabliert hat, oder ob es sich um Migranten vom europäischen Festland handelt. Angesichts der zunehmenden Funddichte scheint wohl letzteres wahrscheinlicher zu sein. In Südschweden scheint die Art inzwischen ebenfalls bodenständig zu sein, 2001 wurde sie auch in Südfinnland nachgewiesen. Evergestis limbata lebt an trockenen bis feuchten, offenen oder buschigen Standorten und auch im Kulturland.

## Phänologie und Lebensweise
Pro Jahr werden zwei Generationen gebildet, die Falter der ersten Generation fliegen im Mai und Juni, die Falter der zweiten von Juli bis September. Die Falter sind nachtaktiv und kommen an künstliche Lichtquellen. Die Raupen fressen die Blätter von Rauken (Sisymbrium), Alliaria, Schöterichen (Erysimum) und Färberwaid (Isatis tinctoria). Vermutlich können sich die Raupen auch noch von anderen Kreuzblütengewächsen (Cruciferae) ernähren. Die Herbstraupen überwintern in einem Kokon und verpuppen sich im Frühjahr.

## Taxonomie
Die Art wurde 1767 von Carl von Linné unter dem Namen Phalaena Geometra limbata erstmals wissenschaftlich beschrieben. Sie wurde 1820 erneut unter dem Namen Mesographe praetextalis von Jacob Hübner beschrieben, Achille Guenée führte sie 1854 unter Pionea limbalis. Letztere Namen sind jüngere Synonyme von Evergestis limbata (Linné, 1767). Derzeit werden zwei Unterarten unterschieden: die Nominatunterart E. limbata limbata und E. limbata delimbata Osthelder, 1940, die auf die Iberische Halbinsel beschränkt ist. Sie unterscheidet sich von der Nominatunterart durch das Außenfeld, das ähnlich der Grundfarbe gefärbt ist.
Guenée 

## Belege
1. ↑  Guide to the moths of Great Britain and Ireland. Evergestis limbata (Linnaeus, 1767). Ian Kimber, abgerufen am 1. April 2013.
2. ↑  St Margaret's at Cliffe Photo Diary - Migrant or Colonist? Abgerufen am 1. April 2013.
3. ↑  Barry Goater, Matthias Nuss, Wolfgang Speidel: Pyraloidea I (Crambidae, Acentropinae, Evergestinae, Heliothelinae, Schoenobiinae, Scopariinae). In: P. Huemer, O. Karsholt, L. Lyneborg (Hrsg.): Microlepidoptera of Europe. 1. Auflage. Band 4. Apollo Books, Stenstrup 2005, ISBN 87-88757-33-1, S. 89 (englisch).
4. ↑   Swedish moths and butterflies - Evergestis limbata. Abgerufen am 1. April 2013.
5. ↑  A new moth to Finland. Pertti Pakkanen, abgerufen am 1. April 2013.
6. 1 2  František Slamka: Die Zünslerfalter (Pyraloidea) Mitteleuropas. Hrsg.: František Slamka. 2. Auflage. Bratislava 1997, ISBN 80-967540-2-5, S. 19.